# Lázeňský dům Tři lilie
Lázeňský hotel Tři lilie (německy Kurhotel Drei Lilien) je 4hvězdičkový hotel, nejstarší hotel ve Františkových Lázních.

## Historie
První lázeňský dům ve městě byl pro veřejnost otevřen v roce 1828. Ve své době patřil k nejmodernějším svého druhu. Od roku 1850 byl majitelem balneolog Dr. Gustav Loimann (1823 - 18. ledna 1895 ve Františkových Lázních), který v letech 1862 až 1872 působil také jako starosta Františkových Lázní.
Mezi slavné hosty hotelu patřili Johann Wolfgang von Goethe, který zde bydlel v roce 1808, či Clara Schumannová, která se zde léčila v letech 1886 a 1889.
Po restaurování francouzským architektem Jeanem-Louisem Mayerem byl v roce 1995 znovu otevřen.
V současné době je to 4hvězdičkový butikový hotel.

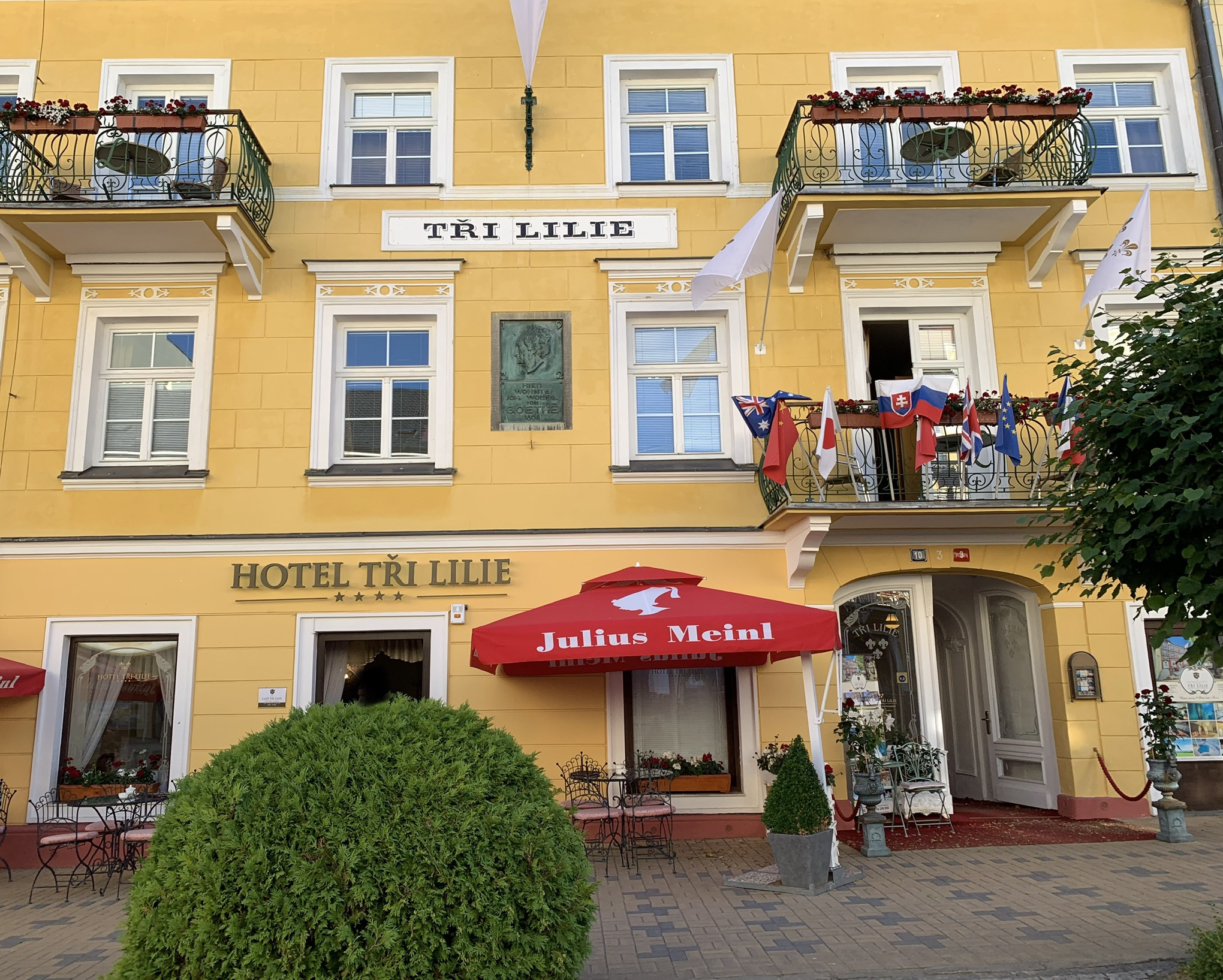
Lázeňský hotel „Tři lilie“ je nejstarším hotelem ve Františkových Lázních. Byl znovu otevřen v roce 1995 a je provozován jako 4hvězdičkový butikový hotel.